# Білоруська християнська демократія
Білоруська християнська демократія (БХД) (біл. Беларуская хрысціянская дэмакратыя (БХД)) — незареєстрована політична партія в Республіці Білорусь, що декілька років знаходиться в процесі реєстрації. Дотримується національно-консервативної орієнтації, засновуючи свою діяльність на християнських цінностях і білоруському патріотизмі. Виступає за побудову суспільства, заснованого на принципах, даних людині Богом.

## Історія
Організаційний комітет партії розпочав активну роботу в 2005 році. До нього увійшли демократичні політики-християни, а також нові громадські активісти. Керівники БХД: Георгій Дмитрук, Віталій Римашевський, Павло Северинець, Олексій Шеїн.
Наприкінці 2007 року Міністерство юстиції Республіки Білорусь відмовило БХД у реєстрації на підставі порушень чинного законодавства у поданих на реєстрацію документах.
28 лютого 2009 пройшов установчий з'їзд партії, проте Міністерство юстиції не зареєструвало партію, знову посилаючись на допущені порушення. 31 жовтня 2009 в Мінську пройшов новий установчий з'їзд партії. Присутні 311 делегатів ухвалили рішення про створення партії, склали статут, програму й обрали чотирьох керівників. 9 листопада до Міністерства юстиції були подані документи для реєстрації партії. 9 грудня 2009 року Міністерство юстиції знов відмовило в державній реєстрації БХД, мотивуючи своє рішення «численними порушеннями при проведенні зборів засновників Партії БХД». Представники БХД розкритикували рішення Мін'юсту і пообіцяли подати скаргу до Верховного суду. 20 вересня 2010 Мін'юст залишив заяву про реєстрацію партії без розгляду, посилаючись на відсутність повного комплекту документів.
У 2010 році один з керівників БХД Віталій Римашевський оголосив про свої плани висунути свою кандидатуру в президенти Республіки Білорусь на виборах 19 грудня 2010 року. Римашевський посів шосте місце, отримавши 70 515 (1,09%) голосів.
25 травня 2021 року Могильовський обласний суд засудив співголову партії Северинця до 7 років колонії за «підготовку до участі в протестах в Білорусі».
Політична партія перебуває в опозиції до режиму Лукашенка. Члени партії різко критикують Лукашенко.